# Nanoarchaeota
Nanoarcheota é um filo do domínio Archaea. É um táxon especialmente criado para a espécie Nanoarchaeum equitans, descoberta em 2002 e cujas relações de parentesco são incertas.
Geneticamente, Nanoarchaeum equitans tem a peculiar característica de que a sua sequência ARNr 16S não ser detectável pelos métodos usuais. O exame inicial desta sequência indica que o organismo pertence muito provavelmente ao domínio Archaea. Ao comparar esta sequência com as dos filos Euryarchaeota e Crenarchaeota,  são encontradas diferenças tão grandes quantos a diferença entre ambos os filos. Portanto, foi-lhe consignado o seu próprio filo, chamado Nanoarchaeota.
No entanto, outro grupo de investigadores comparou outras amostras de sequências genómicas do mesmo organismo e sustem que as diferenças somente se apreciam na amostra inicial, que eram somente de ARNr, pelo que consideram que Nanoarchaeum pertence realmente ao filo Euryarchaeota.